# Александър Чавдаров
Александър Мартинов Чавдаров е бивш български футболист, полузащитник. Играл е за ЦСКА (1985 – 1988, 56 мача), Локомотив (Горна Оряховица) (сезон 1988/89, 10 мача) и в Турция. В евротурнирите има 4 мача за ЦСКА (2 в КЕШ и 2 за купата на УЕФА).
Чавдаров има един брак зад гърба си и 4 деца